# Campo de neve Murray

O campo de neve Murray é um  campo de gelo concentrado a 2 milhas náuticas (3,7 km) a sul da Baía da Possessão na Geórgia do Sul. 
O nome "John Murray-Gletscher" foi dado a uma geleira (glaciar) fluindo para a cabeça da Baía da Possessão por membros da Segunda Expedição Antártica Alemã, 1911-12. A SGS, em 1955–56, relatou que não existe a geleira verdadeira nesta posição, mas sim um campo de neve próximo, precisamente o Murray.